# Al-Chidr
Al-Chidr (arab. الخضر, Al-H̱iḍr) – miasto w południowym Iraku, w muhafazie Al-Musanna. W 2009 roku liczyło ok. 34 tys. mieszkańców.